# Петржалка
Петржалка (словац. mestská časť Petržalka) — городской округ Братиславы, самый густонаселённый столичный округ — в настоящее время насчитывает около 115 тысяч жителей. Расположен на правом берегу реки Дунай, соединён с левым берегом Дуная 5 мостами — Старым мостом, мостом SNP, мостами Харбор, Ланфранкони и Аполло.
Значительная часть территории Петржалки была застроена во времена социалистической Чехословакии типовыми бетонно-панельными жилыми домами. На территории округа находятся два озера: бывшие гравийные карьеры Вельки-Драждяк и Малый-Драждяк. Округ пересекает Хорватске-Рамено — дренажный канал, проложенный в русле бывшего рукава Дуная.

## История Петржалки
В прошлом, помимо независимого муниципалитета Петржалка, на территории сегодняшнего района располагались также территории трёх соседних независимых муниципалитетов:
- Деревня Петржалка (нем. Engerau, нем. Ligetfalu / Pozsonyligetfalu)): сегодняшняя Инчеба, сегодняшняя местная часть Дворов, южнее сегодняшней местной части Печнянского леса, сегодняшние населенные пункты Капитульское поле и Капитульский двор, к северу от сегодняшнего населенного пункта Луки и сегодняшней местной части Драждяка[6][7][8]
- часть города Прешпорок/Братислава (нем. Pressburg, венг. Pozsony): нынешняя местная часть Печнянский лес, Сад Янки Краля, территория между Садом Янки Краля и сегодняшней улицей Побрежна[9][6][10][11]
- часть деревни Приевоз (нем. Oberufer, нем. Főrév): бывший Овсиште, подход к Мосту Аполлону и Приставному мосту и нынешний северо-восточный Гае и восточная часть сегодняшней Петржалки
- часть деревни Киттзее (нем. Köpcény, слов. Kopčany): сегодняшние районы Копчаны, Военный Суд, Задне Луки, Новое Поле, Луки, Петржалка-Южная и Петржалка-Запад.

В 1866 году в Петржалке проживало 594 жителя и 103 дома. С транспортной точки зрения Петржалка впервые была постоянно связана с Братиславой в 1891 году, когда был построен первый железнодорожный мост. Раньше здесь были только деревянные мосты, которые часто повреждались наводнениями и морозами.
После присоединения к Чехословакии 14 августа 1919 года это была самая большая деревня в стране, с большим количеством жителей, чем в некоторых крупных городах (например, Сеница, Мартин, Лученец, Попрад, Зволен и т. д.). До Первой мировой войны и между войнами здесь жили немцы, помимо словаков, чехов, венгров, евреев, болгар, хорватов и цыган. В 1920 году здесь проживало 10 000 человек, перед Второй мировой войной — 20 000.
С 10 октября 1938 по 4 апреля 1945 годов вся бывшая чехословацкая территория на правом берегу Дуная принадлежала Германии согласно Мюнхенскому договору В апреле 1945 года граница между Австрией и Чехословакией были восстановлены по состоянию на лето 1938 года.
В 1946 году деревня Петржалка (тогда уже включавшая бывшие территории Киттзее) и (вся) деревня Приевоз были присоединены к муниципалитету Братиславы. В 50-е годы бывшая правобережная территория Братиславы и правобережная территория Приевоза были присоединены к Петржалке в пределах Братиславы.
В конце 1960-х годов, когда мэром Милана Гладки, был объявлен международный конкурс на решение городского сектора Братислава-Петржалка. Рассматриваемый участок имел площадь 1806 га и граничил с Дунаем и предполагаемым дренажным каналом. Территория характеризовалась наличием обширного парка и зелени садов и лесных массивов. При решении исследования следует максимально учитывать характер территории в общей картине города. Программа строительства требовала решения:
- жилой район на 100 000 жителей с комплексным жилым комплексом
- Факультет физической химии СВШТ
- Чехословацкий научно-исследовательский институт
- выставочный центр
- объекты физической культуры общегородского значения
- доведение существующего автодрома до международного уровня
- территория промышленности была определена в обязательном порядке

Конкурс городского планирования в секторе Братислава-Петржалка был, вероятно, самым важным словацким конкурсом городского планирования века, и результаты этого конкурса были реализованы. Конкурс вызвал большой резонанс, о чем свидетельствует тот факт, что на участие в конкурсе подали заявки около 700 претендентов со всего мира. Конкурс был объявлен Советом Муниципального национального комитета 15 июня 1966 года со сроком подачи заявок 15 апреля 1967 года. Конкурс был публичным и анонимным. На конкурс было зарегистрировано 310 участников из 28 стран. Но в установленный срок было подано 84 предложения из 19 стран. Третья премия присуждалась на самом высоком месте, где было пять предложений. Окончательную форму разработали Йозеф Хованец и Станислав Талаш вместе со своими сотрудниками. Однако позже Хованец отказался от участия в проекте, но основную функцию все же сумел выполнить. Реконструкция первоначального здания началась в 1972 году, последние жилые дома были снесены до ноября 1989 года . Первые панельные дома начали служить своему назначению уже в 1977 году .

### Имена поселений на месте современной Петржалки
Самое старое поименованное упоминание об объектах на территории нынешней Петржалки содержится в документе 1225 года. Среди прочих упоминаются:
- резиденция Флюцендор (Влоцендорф или Фланшендорф - то есть Капитульский двор или Капитульское поле), которая стал частью поселения около 1850 года;
- остров Могоршигет (эквивалент венгерского слова Magyarsziget - Венгерский остров). Имя Mogorsciget может быть предшественником более поздних немецких Унгерау (Венгерский остров)и Энгерау[16][17]

Примеры документально подтверждённых исторических названий поселения Петржалка (названия острова или поймы (нем. Au), на территории которого расположена современная Петржалка):
- 1422 — Унгер Ау (старейшее сохранившееся появление названия на немецком языке; слово Унгер Ау/Унгерау/Хунгерау и т. д. означает «Венгерская/Венгерская пойма» или «Венгерский/Венгерский остров»)
- 1564 — Эннгерль
- 1567 — Хунгереулен
- 1654 — Энгерау
- 1803 — Цигеинер-Дёрфль (слово Ziegeiner-Doerfl означает «цыганская деревня»; это название возникло из-за того, что необитаемые части Петржалки часто были заняты цыганами, некоторые из которых также стали постоянными жителями Петржалки)
- 1840 — Дорф-Ау (слово Дорф-Ау означает «деревня в пойме») или в ином порядке — Аудорфель («пойменная деревня»)
- 1919 — Ау (Ау — «пойма»; Словенский денник от 15 августа 1919)
- 1919 — Петржалка (первое задокументированное применение нового словацкого названия в словацкой газете от 15.8.1919; с 1920 года Петржалка является также официальным названием и действует до сих пор)
- 1996 — Братислава — район Петржалка (Постановление № 258/1996 Сб. применяется только к Петржалке, понимаемой как муниципалитет)[18].

#### Этимология имен
Немецкое имя Энгерау в различных вариантах задокументировано с 17 века. Энгерау буквально означает «узкая пойма» или «узкий остров», название происходит от того факта, что «до регулирования Дуная рукава Дуная образовывали здесь узкий остров, и, таким образом, очень близкие по звучанию названия Унгерау были изменены на Энгерау».
Словацкое название Петржалка впервые задокументировано в словацкой газете от 15 августа 1919 года по случаю оккупации Петржалки Чехословацкой Республикой, в 1920 году форма Петржалка стала официальным названием. Неизвестно, возникло ли это название только в 1919 году как новинка или оно уже было известно в местной словацкой среде. По одной из версий, название Петржалка возникло только в 20 веке и произошло от диалектной формы названия огородной культуры петрушка. Это связано с тем, что жители пригорода занимались сельским хозяйством и продавали, в том числе, петрушку на рынке в Братиславе. Согласно другой теории, это имя является искажением имени управляющего имуществом Пальфи Петра Залка.

## Парки, леса, флора, фауна
В Петржалке расположен один из старейших общественных парков Европы — Сад Янка Краля, а также прореженные городской застройкой пойменные лесные участки. вляется одним из охраняемых природных объектов. Петржалка — одно из важных мест зимовки лебедей, ежегодно здесь гнездится около 200 лебедей, также обитает большое количество уток и других птиц, особенно вокруг Хорватске-Рамено и обоих озер.
Одной из самых известных достопримечательностей Петржалки является ресторан UFO на мосту СНП, расположенный на высоте 85 метров со смотровой площадкой на высоте 95 метров, один из спорных символов современной Петржалки и Братиславы.

## Культура
В Петржалке есть несколько домов культуры, практически в каждой пригородной части, например ДК Овсиште, ДК Зркадловы хай, ДК Луки, CC centrum и т. д., где регулярно проходят культурные мероприятия и концерты, а также кинопоказы. На набережной Дуная находится отреставрированный театр «Арена», один из самых важных театров Братиславы. Помимо театров, в центре Аупарка есть и современный многокинотеатр «Синема Сити» с 12 современными кинозалами.

## Образовательные учреждения
Важнейшим учебным заведением Петржалки является Экономический университет в Братиславе, факультет менеджмента братиславского университета и факультет средств массовой информации, информатики, экономики и бизнеса частного Братиславского юридического университета. Среди школ района гимназия Альберта Эйнштейна, Евангелический лицей, гимназия Меркурия, гимназия Панкуховой и Кремницкая гимназия, промышленное электротехническое училище.

## Архитектура
Большая часть территории современной Петржалки застроена жилыми панельными квартирами высотой от 4 до 12 этажей времён социалистической Чехословакии. Помимо жилых домов и церквей, здесь есть несколько современных высотных зданий. Самым высоким зданием Петржалки является башня Аупарк высотой 96 метров возле Сада Янка Краля, пара башен Технополь высотой 90 метров на улице Кутликовей и высотное здание выставочного центра Инкеба Экспо высотой 85 метров. Сохранилась часть первоначальной дачной и деревенской застройки, сохранившихся здесь со времен старой Петржалки.

## Туризм и спорт
Через Петржалку, Яровце, Русовце и Чуново проложен международный велосипедный маршрут вдоль Дуная, который соединяет Венгрию и Австрию. Популярная бетонная велодорожка проходит от границы с Австрией, продолжается вдоль берегов Дуная и ведёт в Габчиково.
В Петржалке много возможностей для занятий теннисом. Открытый бассейн «Матадор» расположен на территории жилого комплекса Искра недалеко от Матадора. Озеро Вельки-Драждиак служит популярным природным бассейном, в его окрестностях имеется несколько залов для занятий теннисом, волейболом и другими видами спорта.
На территории Петржалки расположен популярный ипподром и площадка для выездки, которая ежегодно используется для проведения международных соревнований по конному спорту.

### Спортивные клубы

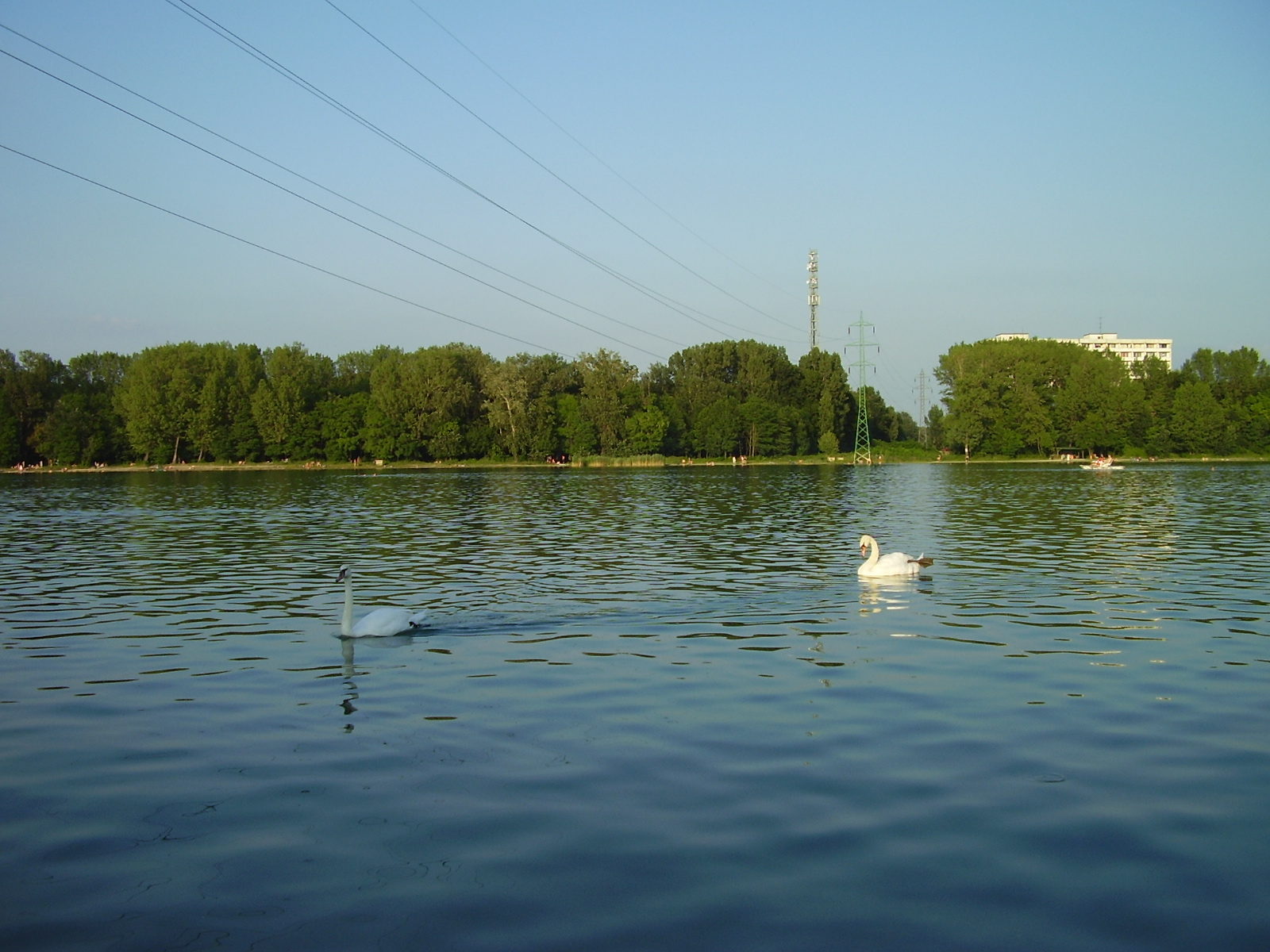
Великий Драждяк

В Петржалке действует футбольный клуб Петржалка 1898 — бывший «Артмедиа», основанный в XIX веке. Наибольшего успеха он добился в 2005 году, когда «Артмедиа» пробился в главную стадию Лиги чемпионов.
Самый известный торговый центр Петржалки — торговый центр Aupark в районе Сада Янка Краля, к которому пристроено 22-этажное здание Aupark Tower. Среди прочих крупных торговых центров района — Galéria Petržalka, OC Danubia. В распоряжении жителей Петржалки также гипермаркеты сетей Kaufland, Lidl и Billa.

## Транспорт
Через Петржалку проложена автомагистраль D1, соединяющая пограничный переход с Австрией с шоссе в направлении Жилины.
В первой половине XX века через Петржалку проходила трамвайная линия из Братиславы в Вену. В настоящий момент реализуется программа расширения трамвайных линий на средства Европейского союза.

## Национальный состав
1910 год:
- Немцы — 1997 (67,76 %)
- Венгры — 495 (16,80 %)
- Словаки — 318 (10,79 %)
- Прочие — 137 (4,65 %)

2011:
- Словаки — 97 654 (92,26 %)
- Венгры — 3512 (3,32 %)
- Чехи — 1200 (1,13 %)
- Немцы — 155 (0,15 %)
- Прочие — 1426 (1,35 %)